# 白斑下美鮨
白斑下美鮨，為輻鰭魚綱鱸形目鱸亞目鮨科的其中一種，分布於東太平洋區，從美國加州南部至秘魯海域，棲息深度可達50-130公尺，體長可達48公分，為底棲性魚類，屬肉食性，可做為食用魚。

## 擴展閱讀
維基物種上的相關：白斑下美鮨